# Tetris

Spelanimatie

Tetris (Russisch: Тетрис) is een puzzel-computerspel ontworpen door Aleksej Pazjitnov. De eerste speelbare versie kwam uit op 6 juni 1984. Het spel kreeg algemene bekendheid doordat het meegeleverd werd bij het spelletjesplatform Game Boy van Nintendo in 1989 (zie foto hiernaast). De kampioenschappen van het spel worden echter vaak gespeeld op Nintendo Entertainment System (NES). De naam is afgeleid van het woord tetromino, omdat ieder blokje uit vier vierkantjes bestaat en zo een tetromino is, en tennis, de favoriete sport van Pazjitnov.

## Het spel
Op het scherm vallen constant blokken vanaf de bovenkant van het scherm naar beneden. Deze blokken hebben verschillende vormen bestaande uit vier vierkantjes, zogenoemde tetromino's. Zo is er een blok dat lijkt op een "L", maar er is ook een O-blok of I-blok.
Door de blokjes te roteren en horizontaal te verplaatsen moet de speler ervoor zorgen dat ze, eenmaal beneden aangekomen, een horizontaal gesloten lijn vormen met de andere blokken die daar al liggen. Elke succesvol gevormde horizontale lijn wordt verwijderd. Als dit niet tijdig gebeurt, wordt de laag met blokjes steeds hoger en is er geen ruimte en tijd meer om de vallende blokjes te draaien. 
De speler kan net zo lang doorgaan tot de blokken de bovenkant van het scherm raken, waarna het spel is afgelopen. Zolang de blokjes juist worden gestapeld kan de speler doorgaan, maar in veel versies vallen de blokjes steeds sneller. Dit wordt vaak aangehaald met een speciaal geluidseffect en een hoger wordend levelnummer. Hierdoor wordt het spel gaandeweg steeds moeilijker waardoor de speler steeds meer moeite krijgt om de sneller vallende blokken juist te positioneren.

## Geschiedenis
In juni 1984 schreef Aleksej Pazjitnov Tetris in de taal Pascal op een Elektronika 60-computer, een PDP-11-kloon, voor het besturingssyteem RT-11 toen hij aan het rekencentrum van de Academie van Wetenschappen van de Sovjet-Unie in Moskou werkte. Vadim Gerasimov maakte daarna een versie voor de IBM-pc. Deze versie werd al snel verspreid door de universiteit.
Via de contacten op de universiteit kwam het spel terecht in Hongarije. Daar kwam het onder ogen van een Brits softwarebedrijf, Andromeda. De eigenaar van het bedrijf probeerde contact te zoeken met Aleksej Pazjitnov. Deze had intussen de rechten gegeven aan het softwarebedrijf Spectrum Holobyte. Omdat Andromeda de rechten niet van Aleksej kon krijgen, kochten ze de rechten op van een Hongaarse programmeur die een kloon had gemaakt. Uiteindelijk is deze rechtenzaak tot een schikking gekomen: Spectrum Holobyte had het recht om IBM-pc-versies van Tetris te verkopen, Andromeda mocht versies maken voor andere thuiscomputers.
Omdat de rechten zijn verkocht in (en ten tijde van) de communistische Sovjet-Unie gingen alle inkomsten van Tetris naar de staat en niet naar de bedenker Aleksej Pazjitnov zelf. Tevens was het onduidelijk aan welke bedrijven de Sovjetoverheid de rechten inmiddels had verkocht — omstreeks 1988 beweerden diverse bedrijven het recht te hebben om Tetris te maken en verkopen. Zo zijn er bijvoorbeeld meerdere versies van het spel uitgekomen voor de NES. Atari, via hun dochteronderneming Tengen, was verplicht om hun versie voor de NES van de markt te halen. Om een einde aan deze chaos te maken trok in 1989 de Sovjetoverheid alle rechten in en verkocht deze aan twee bedrijven: Atari voor de arcadeversies en Nintendo voor de thuismarkt.
Nadat de Sovjet-Unie was opgeheven vormde Aleksej Pazjitnov samen met Henk Rogers het bedrijf The Tetris Company LLC ("TTC") om alsnog (met succes) royalty’s te innen voor Tetris.

## Muziek
De eerste versies van het spel hadden geen muziek.
De bekendste Tetris-melodie, Music A uit de Game Boy-versie van Nintendo, is een Russisch volkslied, Korobejniki. Music B is een originele compositie door Hirokazu Tanaka; Music C is een werk van Bach, namelijk Suite no. 3 in b kleine terts, BWV 814, IV. Menuett – Trio. In versie 1.0 van het Game Boy-spel, enkel in Japan verkocht met een linkkabel, is Music A een onbekend liedje.
De Nintendo-versie voor de Nintendo Entertainment System heeft de Dans van de Suikerboonfee, een stuk uit De notenkraker van Tsjaikovski als Music A.

## Klonen
Van Tetris is inmiddels een ontelbaar aantal klonen gemaakt, voor diverse platforms. Te denken valt aan andere Nintendo-consoles, maar ook aan de pc, mobiele telefoons en zelfs de (vijfde generatie) iPod. Daarnaast is Tetris ook te spelen op photoplay-automaten die in cafés of snackbars zijn te vinden. 
Als men twee Game Boys heeft die op elkaar aangesloten kunnen worden (met een speciale bij elke Game Boy geleverde kabel), kan men Tetris met zijn tweeën spelen. Als iemand twee of meer rijen blokken kan laten verdwijnen, verschijnen er een of meer rijen bij de tegenspeler. Wanneer men twee rijen laat verdwijnen, verschijnt er één bij de tegenstander, bij drie rijen verschijnen er twee, maar bij vier rijen verschijnen er vier.
Sommige klonen van Tetris krijgen een eigen naam, meestal een variant op 'Tetris' waarbij een of enkele letters zijn veranderd.

## Blokken
Tetris wordt ook gebruikt in het spelprogramma Blokken op de Vlaamse televisiezender VRT 1, gepresenteerd door Ben Crabbé. Twee tegenspelers moeten quizvragen beantwoorden; bij een goed antwoord moet de speler een of meer tetrisblokken plaatsen. Als een speler een horizontale lijn kan vormen, krijgt hij of zij extra punten.

## Trivia
- Het spel is opgenomen in het boek 1001 Video Games You Must Play Before You Die van Tony Mott.
- De opkomstmuziek en het spelersshirt van professioneel darter Ryan Joyce staan in het teken van Tetris.[3]
- Op 31 maart 2023 werd de speelfilm Tetris uitgebracht door Apple TV+. Hierin wordt de totstandkoming van het spel, en de strijd om de distributierechten, in beeld gebracht. Dit gebeurt vooral door de ogen van de Nederlandse computerspelontwerper en ondernemer Henk Rogers, gespeeld door Taron Egerton.
- Op 3 januari 2024 werd het de NES-versie voor het eerst helemaal uitgespeeld. Dit deed een 13-jarige Amerikaanse jongen. Hij kwam tot level 157, waarna het spel crashte, hetgeen beschouwd werd als het uitspelen van het spel.[4]
- In 2024 verscheen het debuutalbum Noodzakelijk verdriet van de Nederlandse zangeres Froukje Veenstra met daarop het nummer Tetris.[5]